# WEPplus
WEPplus ist ein ursprünglich von Agere entwickelter Mechanismus, welcher Attacken auf den Verschlüsselungsstandard WEP verhindern soll. In der Praxis wird dieses Ziel nicht erreicht, jedoch erschwert WEPplus das Finden von schwachen Initialisierungvektoren enorm. Damit WEPplus funktioniert, muss es von allen Geräten unterstützt werden. 
Ein weiteres Problem ist, dass, auch wenn Unternehmen wie Agere neue Firmwares entwickeln, man nicht immer auf dem neuen Stand bleiben kann/will.
Alternativen bietet WPA, welches von vielen 802.11g-Karten unterstützt wird; oder wer auf Nummer sicher gehen will und etwas Mühe nicht scheut, sollte sich ein VPN einrichten.
Jedoch gilt auch hier: lieber eine schlechte WEP-Verschlüsselung als keine.